# Hamra, Ljusdals kommun
Hamra är en småort i Los socken i Ljusdals kommun i Orsa finnmark i Dalarna och Gävleborgs län.
Här finns bland annat Hamra kyrka som stod färdig 1872.

## Befolkningsutveckling
| Befolkningsutvecklingen i Hamra 1940–2015                                                       | Befolkningsutvecklingen i Hamra 1940–2015 | Befolkningsutvecklingen i Hamra 1940–2015 | Befolkningsutvecklingen i Hamra 1940–2015 | Befolkningsutvecklingen i Hamra 1940–2015 |
| ----------------------------------------------------------------------------------------------- | ----------------------------------------- | ----------------------------------------- | ----------------------------------------- | ----------------------------------------- |
|                                                                                                 |                                           |                                           |                                           |                                           |
| År                                                                                              |                                           |                                           | Folkmängd                                 | Areal (ha)                                |
| 1940                                                                                            | 1940                                      |                                           | 389                                       | ##                                        |
| 1950                                                                                            | 1950                                      |                                           | 410                                       | ##                                        |
| 1960                                                                                            | 1960                                      |                                           | 320                                       |                                           |
| 1965                                                                                            | 1965                                      |                                           | 283                                       |                                           |
| 1970                                                                                            | 1970                                      |                                           | 212                                       |                                           |
| 1990                                                                                            | 1990                                      |                                           | 109                                       | 69#                                       |
| 1995                                                                                            | 1995                                      |                                           | 124                                       | 100#                                      |
| 2000                                                                                            | 2000                                      |                                           | 123                                       | 100#                                      |
| 2005                                                                                            | 2005                                      |                                           | 114                                       | 100#                                      |
| 2010                                                                                            | 2010                                      |                                           | 93                                        | 98#                                       |
| 2015                                                                                            | 2015                                      |                                           | 74                                        | 87#                                       |
| Anm.: Upphörde som tätort 1975. ## Som tätort/befolkningsagglomeration 1920–1950. # Som småort. |                                           |                                           |                                           |                                           |